# Docidomyia swani
Docidomyia swani är en tvåvingeart som beskrevs av Paramonov 1951. Docidomyia swani ingår i släktet Docidomyia och familjen svävflugor. Inga underarter finns listade i Catalogue of Life.